# Fairfax Moresby
Sir Fairfax Moresby GCB (Calcutá, 1786 – 21 de Janeiro de 1877 , foi um  Almirante da Frota britânico.
Entrou na Royal Navy em 1799. Foi promovido em 1806 a tenente, em 1811 a comandante e em 1814 a capitão. Chegou a contra-almirante em 1849 e a almirante em 1862.
Na Papua-Nova Guiné, Port Moresby e Porto Fairfax recebem os seus nomes em sua homenagem, tal como a Ilha Moresby e o Golfo da Ilha Moresby no Canadá.